# Werner David Melchior
Werner David Melchior (31. maj 1922 – 27. december 1987) var en dansk-israelsk politiker og journalist.

## Baggrund
Han blev født i Tarnowitz, Polen (indtil 20. juni 1922 Tyskland) som ældste søn af overrabbiner Marcus Melchior og Meta Melchior. Han havde fem søskende, heriblandt Arne Melchior og tidl. overrabbiner Bent Melchior.

## Liv og karriere
Werner David Melchior emigrerede til Israel i 1946.
I 1961 var han vidne ved Eichmann-processen.  
Melchior var aktiv politiker i det israelske arbejderparti, hvor han havde poster som partiets parlamentariske sekretær og ansvarlig for information i den internationale afdeling. Sideløbende med dette var han korrespondent/reporter for Danmarks Radio og Radioavisen .